# 御所浦町立御所浦南小学校
御所浦町立御所浦南小学校（ごしょうらちょうりつ ごしょうらみなみしょうがっこう）は、熊本県天草郡御所浦町（現・天草市）にあった小学校。

## 沿革
- 1880年（明治13年）4月 - 御所浦村立御所浦小学校元浦分教場設置
- 1890年（明治23年） - 御所浦簡易小学校元浦分教場と改称
- 1891年（明治24年）9月 - 分教場を統合し御所浦尋常高等小学校元浦分教場と改称
- 1908年（明治41年）4月 - 御所浦尋常小学校元浦分教場と改称
- 1940年（昭和15年） - 御所浦国民学校元浦分校と改称
- 1947年（昭和22年） - 御所浦村立御所浦小学校元浦分校と改称。
- 1960年（昭和35年） - 御所浦小学校から独立し、御所浦南小学校となる
- 1963年（昭和38年） - 御所浦町立御所浦南小学校と改称
- 2005年（平成17年） - 御所浦小学校へ統合